# Vulpe
Vulpea este un mamifer omnivor, de dimensiune mică spre medie, încadrat sistematic în familia Canidae, alături de lup, câine, șacal, enot ș.a. 
Deși de obicei vulpea e considerată - automat - a fi roșcată, de fapt coloritul ei prezintă o mare varietate (de la roșcat aprins până la alb și cenușiu).

## Caracteristici generale
Vulpea este mai mică decât câinele obișnuit și evident mai mică decât lupul. Are între 7 și 10 kg, rar mai mult. Corpul are sub 1 m lungime, iar coada stufoasă circa 30-40 cm.
Corpul vulpii nu este mare, fiind destul de asemănător cu al câinelui, dar iese în evidență datorită cozii lungi și stufoase, care are vârful alb. Blana este roșcată.
Vulpea mănâncă cele mai  mici mamifere: șoareci de câmp, popândăi, castori, lemingi, veverițe, iepuri etc. Detectează prada chiar și fără să o vadă (după miros sau după sunet), dar nu aleargă după ea, ci sare asupra sa, cu labele din față, precum pisicile. Majoritatea vulpilor ucid deseori mai mult decât pot mânca la o singură masă și îngroapă ce le prisosește, urmând a reveni altă dată la locul cu “provizii”.
Puii se nasc în vizuini subterane, o singură dată pe an, din martie până în mai. De obicei, vin pe lume câte cinci frați, dar au fost studiate și cazuri extreme: un singur pui sau 12 - la o singură naștere! Puii de vulpe sunt orbi la naștere, ochii lor deschizându-se abia după a doua săptămână de viață. Părinții sunt foarte grijulii cu micuții: mama este mereu în preajma puilor pentru a îi apăra, iar tatăl pleacă la vânătoare pentru a asigura hrana întregii familii. Este vorba despre maturi, căci în prima lună puii se hrănesc doar cu laptele supt de la mama lor.
Începând cu a doua lună, puii de vulpe sunt luați la vânătoare de către adulți, pentru a începe primele încercări pe cont propriu.
Considerate în trecut “devoratoare de găini”, vulpile au fost vânate cu cruzime ani la rând. Un alt motiv pentru care oamenii nu le-au privit cu simpatie pe vulpi este faptul că acestea răspândesc - mai ales în mediul rural - câteva boli foarte grave, printre care și turbarea. Pot fi afectate în special mamiferele cu care vulpile intră în contact direct, dar boala poate fi transmisă și omului  fie direct prin mușcătură, fie prin intermediul păsărilor din ogradă.